# 大参考 (网络杂志)
《大参考》是旅美中国持不同政见者李洪宽1997年创建的一份网络杂志。目前处于停刊状态。名字是来自中共高官的内部出版物《参考资料》的俗称“大参考”。
《大参考》以免费电子邮件的形式向中国大陆网民发送，分应用户请求的订阅和垃圾邮件两种。李洪宽称后者有掩护订阅者的作用。另外在海外的网站上有公开存档。
1997-1998年，上海的网络工程师、正方软件有限公司经理林海给《大参考》提供了三万多个大陆的电子邮箱地址。3月25日被捕，4月30日以煽动颠覆国家政权罪起诉。1999年1月20被判处有期徒刑2年，剥夺政治权利1年，没收个人财产1万元。1999年9月在不得对媒体谈论此事的前提下被假释。